# 9450 Akikoizumo
A 9450 Akikoizumo (ideiglenes jelöléssel (9450) 1998 BT1) a Naprendszer kisbolygóövében található aszteroida. Kobajasi Takao fedezte fel 1998. január 19-én.